# Гуннар Нільсен
Гуннар Нільсен (фар. Gunnar Nielsen, * 7 жовтня 1986, Торсгавн) — фарерський футболіст, воротар ісландського «Гапнарфйордура» та національної збірної Фарерських островів.

## Клубна кар'єра
У дорослому футболі дебютував 2004 року виступами за команду клубу «ГБ Торсгавн», в якій провів один сезон.
Згодом з 2005 по 2008 рік грав у складі команд клубів «Фрем», «Блекберн Роверз» та «Мотервелл».
Своєю грою за останню команду привернув увагу представників тренерського штабу клубу «Манчестер Сіті», до складу якого приєднався 2008 року. У Прем'єр-лізі зіграв лише одну гру 24 квітня 2010 року в матчі 36-го туру проти «Арсеналу», вийшовши на заміну на 75-й хвилині замість травмованого Шея Гівена. Він став першим гравцем з Фарерських островів, який зіграв у вищому дивізіоні чемпіонату Англії. Також виступав на правах оренди за «Рексем» та «Транмер Роверз».
У грудні 2012 року «Манчестер Сіті», який саме уклав контракт з досвідченим англійським голкіпером Річардом Райтом, надав Нільсену, який таким чином ставав четвертим резервним голкіпером, статус вільного агента.
На початку квітня 2013 року новою командою фарерця став данський «Сількеборг», в якому він відразу став основним воротарем і виступав до кінця сезону 2012/13.
З літа 2013 року знову, цього разу два сезони захищав кольори шотландського «Мотервелла». 
Протягом сезону 2015 захищав кольори ісландського клубу «Стьярнан».
До складу клубу «Гапнарфйордур» приєднався в кінця 2015 року. Відтоді встиг відіграти за гапнарфйордурську команду 0 матчів в національному чемпіонаті.

## Виступи за збірну
Протягом 2006–2009 років залучався до складу молодіжної збірної Фарерських островів. На молодіжному рівні зіграв у 10 офіційних матчах.
У 2009 році дебютував в офіційних матчах у складі національної збірної Фарерських островів. Наразі провів у формі головної команди країни 12 матчів.

## Титули та досягнення
- Чемпіон Англії (1):

«Манчестер Сіті»: 2011-12
- Володар Суперкубка Англії з футболу (1):

«Манчестер Сіті»:  2012
- Чемпіон Ісландії (1):

«Гапнарфйордур»: 2016
- Володар Суперкубка Ісландії (1):

«Гапнарфйордур»: 2015
- Володар Кубка ісландської ліги (1):

«Гапнарфйордур»: 2022